# Kanker (ciutat)

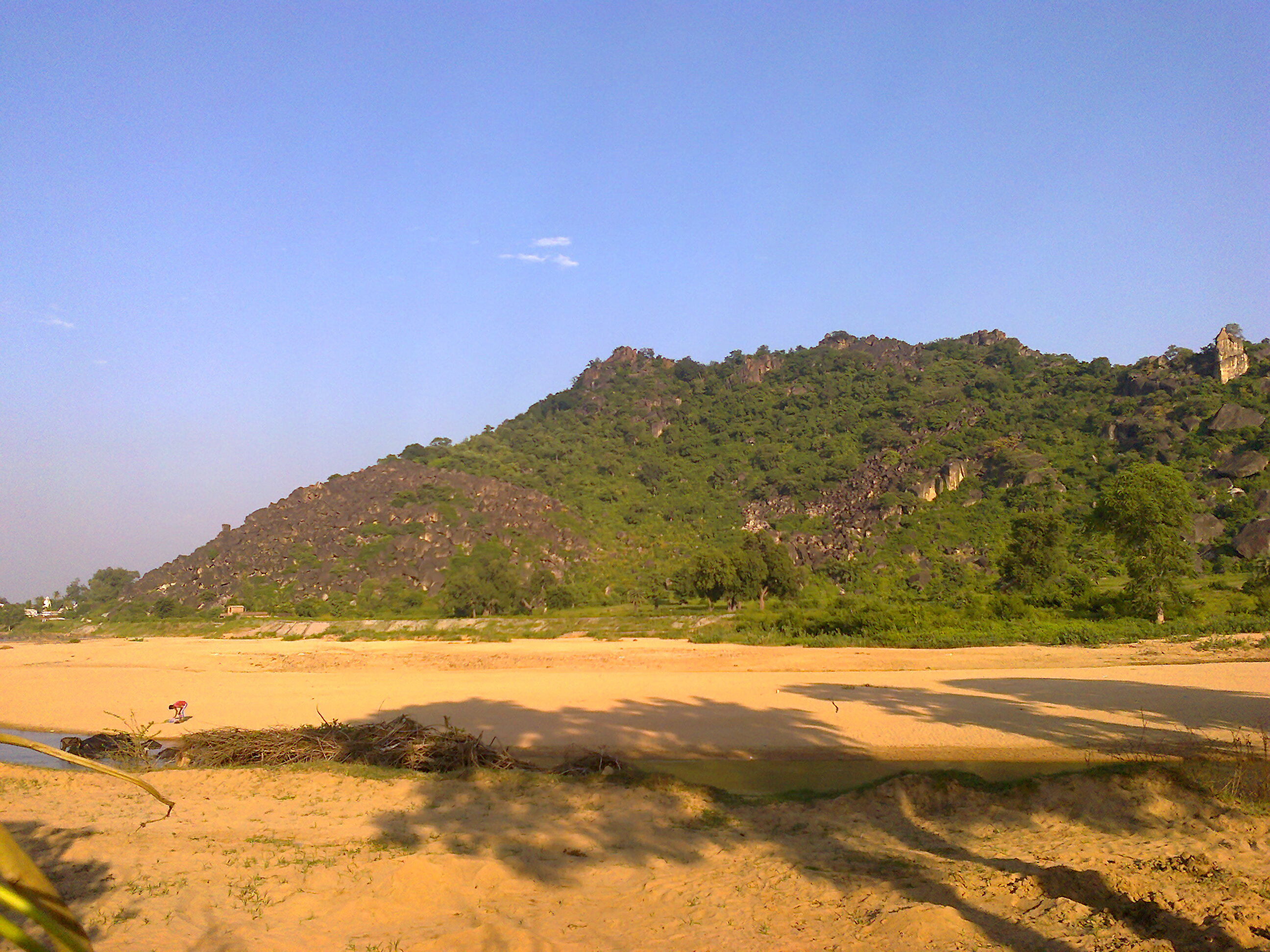
Vista del riu Dudh prop de Kanker.

Kanker és una ciutat i municipalitat de l'estat de Chhattisgarh, Índia, capital del districte de Kankerh sitruada a 20° 16′ N, 81° 29′ E / 20.27°N,81.49°E. Al cens del 2001 consta una població de 24.486 habitants. La població de Kanker el 1901 era de 3.906 habitants. Està situada a la vora d'un riu anomenat Dudh.